# Pyknoklina
Pyknoklina – warstwa szybkiej zmiany gęstości lub gęstości potencjalnej wody ze zmianą głębokości zwłaszcza w jeziorach, morzach czy oceanach. Może być powodowana zmianami zasolenia lub temperatury.